# Grad Ter Horst
Grad Ter Horst (nizozemsko Kasteel Ter Horst) je stal v Achterberg u na zahodni strani Cunerawega, ob vznožju Grebbeberga, blizu  Rhenena.

## Zgodovina
V prvi polovici 12. stoletja je Godfried Aarschot, gospod Rhenena, zgradil castrum na alodialnem posestvu. Ta castrum je bil verjetno sestavljen iz palisade, obdane z jarkom, znotraj katerega je bila stavba. Grad je dobil svoje ime po horstu (= vzpetini), ki je bila nekoč na mestu tega gradu.
Leta 1159 je bil grad Ter Horst uničen ob vstaji podložnikov in ministerialov. Utrechtski škof Godfried Rhenenski je nato dal svoj lastni posvetni grad ponovno zgraditi v kamnu, ker je bil grad pomemben za zaščito njegove škofije pred Gelderskim grofom. Nedaleč od gradu je bila zgrajena kapela, posvečena sv. Pankraciju. Ta kapela je postala škofovska cerkev. Škof je za upravljanje gradu imenoval kaštelana, ki je kasneje prejel naziv vikont. Veliko pred svojo smrtjo leta 1178 je Godfried ta grad podaril škofiji v Utrechtu v korist knezoškofije. 
Leta 1267 je bil Janez Nassauski izbran za novega škofa v Utrechtu, vendar se papež ni strinjal in posledično ni bil nikoli posvečen v škofa. Leta 1277 so Janezovi dolgovi tako narasli, da je bil prisiljen grad Ter Horst zastaviti svojemu svaku Janezu Lieškemu. Ta je nato grad podelil grofu Florisu V. Holandskemu, kar je bilo za škofa zelo neugodno, saj je s tem grof dobil še večji nadzor nad škofijo Utrecht.
Kasneje, leta 1325, je grad prišel v last Zwederja Abcoudskega, ki je že bil lastnik gradov Duurstede in Abcoude, in je tako dobil še večjo vlogo v Knezoškofiji (Stichtu). Leta 1344 se je posest, ki je pripada kapeli sv. Pankracija, znatno povečala z donacijo obsežnih obresti s cerkvenega posestva IJsselham v deželi Vollenhove. Zato je škof Janez Arkelski leta 1347 kapelo povzdignil v kolegiat.
Leta 1429 je grad Ter Horst zavzel vojvoda Arnold Gelderski, vendar je škofu Rudolfu Diepholtskemu uspelo grad ponovno zasesti s silo. Skoraj sto let kasneje, leta 1528, je grad ponovno oblegal vojvoda Gelderski. Obrambo gradu je vodil Ernst Amerongenski, ki pa se mu ni zdelo koristno braniti gradu in se je ponoči umaknil, nakar sta bila grad in kapela uničena. Še istega leta se je vojvoda Karel II. Gelderski odločil, da grad popolnoma poruši. Kamenje iz ruševin je bilo uporabljeno za gradnjo gradu Vredenburg v Utrechtu. Grajsko posestvo je sedaj pašnik. Žal prvotne višine, na kateri je stal grad, v pokrajini ni več prepoznati.
Grad Ter Horst je bil porušen pred časom prvih topografskih risarjev, zato ni ohranjena nobena resnična podoba gradu. Edina obstoječa podoba gradu je iz 18. stoletja in zato ni zanesljiva.